# 歷史學
歷史學，簡稱史學，是研究包括人类社会一切问题在内的科学。历史学不是信条、教义、文学。历史科学的目的就是尽可能地逼近真实情况。

## 內涵

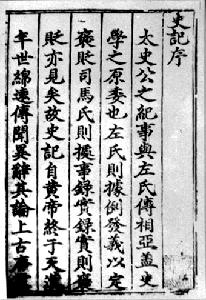
司馬遷的史記序

歷史學，簡稱史學，是研究包括人类社会一切问题在内的科学。历史学不是信条、教义、文学。历史科学的目的就是尽可能地逼近真实情况。西周就有作册、史某的说法，史在西周就是记录人员，在中国古代记录历史有皇家和民间之分，西周金文、唐顺宗实录、宋太宗实录、明实录是皇家史学的典范，史记则是民间史学的代表作，历史学是中国古代皇家教育的重要内容。欧洲的歷史學始祖是修昔底德、希罗多德、天主教会史学。欧洲在啟蒙時代後，強調理性思考，如伏尔泰路易十四时代。普鲁士兰克强调语言、民俗调查与使用政府档案书写历史，兰克广泛阅读调查了普鲁士、意大利的官方档案和塞尔维亚民族语言，为当时所重。二十世纪歷史學的研究內容與研究主題扩展为社会经济问题，如年鉴学派、公共史学、口述历史。

### 性質
但儘管如此，談到歷史學家們的工作內容，還是有一些明顯的共同性質：
能夠被稱為歷史學的研究，必定挑選跟真實的過去有關的主題，歷史學家不可以捏造與過去事實不符的人物與事件，與文學有少許不同，歷史學需要有證據作為論證基礎，每講一句話都要有充足的證據作為背後的支持，而這些被歷史學家拿來引證的證據，就通稱為「史料」。然而，在20世纪七十年代后，随着所谓后现代思潮的兴起，西方史学界出现了较为激进的理论家，如海登·怀特等，从语言学和修辞学等角度分析历史书写的结构，主张历史与文学并没有本质上的区别。
歷史學家在進行歷史的編纂時必須盡量避免個人主觀的意見，不可以在從事歷史研究時展現自己的立場，因為歷史學家普遍相信自己的研究是要替現在的人重建真實的過去，如果加入過多自己的立場，會使真相遭到扭曲，進而遭到社會大眾的濫用。就客观而言，錢鍾書以為再客觀的史識都難逃真相的扭曲，“史学以失真为难逃之劫”。錢鍾書虽同意司马光据野史小说撰《通鉴》，又說“夫稗史小说，野语街谈，即未可凭以考信人事，亦每足据以觇人情而征人心，又光未申之义也。”
歷史學家除了重建過去以外，更重要的是要去解釋為什麼過去會發生這些事情，以及這些事情為現代人所帶來的意義。因此歷史學家與律師、政治家等［同樣研讀歷史］的人不同，歷史學家之研讀歷史著墨於思考隱藏在歷史背後的脈絡，而不著墨於評判古人的是非對錯。歷史學家必須透過各種不同的角度去解釋過去，而不是用後人之見來指責前人之非。
传统上，歷史學家是為了找尋某個大問題的答案才去從事研究，而這一種大問題通常與其同时代之人有密不可分的關係，這一點使歷史學家有別於單純的好古癖。中国史的奠基者之一的司马迁即提出「究天人之际，通古今之变，成一家之言」的史学研究目标。歷史學者會為了解決當下政治改革的弊病而去研究古代政治改革的成敗得失，而不應毫無理由的去研究一個與現在生活無關的議題。歷史學並非為了累積知識而累積知識；反之，它是為了某種特定的目的而進行的有計畫的研究。但是，在20世纪后期，随着微观史和文化史的兴起，传统的历史观遭到挑战。女权主义和酷儿理论等「后学」指导下的新兴学派批判了传统史学与社会统治精英的紧密联系，指出其研究方向往往忽略了边缘人群和底层社会。

## 文體
传统的中国歷史著作可以分為以下三種體裁：
1. 編年體。以歷史事件發生的時間為順序，來編撰、記述歷史的一種方式。
2. 紀傳體。以為人物立傳記（皇帝的传记称“纪”，一般人的称“传”，記載諸侯稱“世家”，特殊情形的人物稱“載記”，記載制度、風俗、經濟等稱“志”，以表格排列歷史大事稱“表”）的方式记叙史实。
3. 紀事本末體。

## 研究方法
即史學方法。一般歷史研究會採用史料的收羅與編輯。
- 旧史学方法
- 新史学方法
  - 口述史学法
  - 计量史学法

## 研究範疇
- 歷史材料的真確性，可信性和完整性
- 歷史學理論框架
- 道德評價
- 歷史修正主義和歷史的正統教義
- 歷史的後設敘述

## 史觀
历史观( view of history)又称“社会历史观”，是人们对社会历史的根本观点、总的看法，是世界观的组成部分。
- 英雄史觀 vs 人民史观（群众史观）
- 大歷史觀
- 全球史观（整体史观）
- 文明史观
- 现代化史观（近代化史观）
- 社会史观
- 反事實史觀
- 理性史观
- 人本主义史观
- 科学主义史观
- 机械唯物主义史观
- 唯物主义历史观（唯物史观）vs 唯心主义历史观
  - 经济史观
- 阶级史观（革命史观、阶级斗争史观）
- 循环史观 vs 进步史观（日语：進歩史観）
- 阴谋史观
- 虚无主义史观
- 誇大妄想史観（日语：韓国の民族主義#誇大妄想史観）
- 自虐史觀
- 皇国史观
  - 太平洋战争史观（日语：太平洋戦争史観）
- 正统史观
- 中國史觀（以中国为中心的史观）
- 臺灣島史觀
- 同心圓史觀（台湾主体性）
- 辉格史观（辉格主义史学）
- 单一发展史观（日语：文化#単一発展史観）
- 自由主義史觀
- 历史修正主义

## 分支学科
政治史（如中國政治史） | 思想史（如中国思想史） | 經濟史 | 法制史 | 社會史 | 人口史 | 文化史 | 學術史 | 科學史 | 技术史 | 醫學史 | 醫療史（如疫症史） | 婦女史 | 外交史 | 教育史 | 傳播史 | 藝術史 | 美學史 | 文學史 | 史學史 | 历史语言学 | 谱牒学 | 方志学 | 地方史 | 历史哲学 | 金石學 | 軍事史 | 戰爭史 | 历史地理学 | 農業史 | 糧食史 | 工業史 | 商業史 | 貿易史 | 礦業史 | 史前史 | 口述歷史 | 民俗史 | 民族史 | 帝國史 | 帝王史 | 文明史 | 革命史 | 大歷史 | 自然历史（動植物史、演化史） | 運輸史 | 交通史 | 中國水利史 | 中國鹽業史 | 報業史（如臺灣報業史） | 遊牧史 | 產業史（如糖業史、米業史、藥業史、漁業史、畜牧史、手工業史、紡織業史、金融史） | 航海史 | 航空史 | 殖民史 | 移民史 | 僑民史 | 音樂史（如西方音乐史） | 體育史（如中國體育史） | 博物學 | 家族史 | 譜系史 | 宗教史（如歷史神學） | 戲劇史 | 电影史 | 賽馬史 | 娛樂史 | 警政史 | 官制史 | 幣制史 | 刑制史 | 禮制史 | 遗传学史 | 基因工程历史 | 勞動史（如工會運動史） | 城市史（如中國城市史） | 人類學史 | 建筑史 | 神話史 ｜ 典籍史 | 服裝史、時尚史 | 性別史、性學史 | 災害史 | 地權制度史 | 民主史
中华人民共和国教育部定义的历史学一级学科有：考古学、中国史、世界史。

## 學派
- 蘭克學派
- 實証史學
- 年鑑學派
- 斯宾格勒学派
- 马克思主义历史学

## 刊物
- 《历史教学》创刊于1951年1月1日，是中華人民共和國创办最早的一份历史学科专业刊物。
- 《历史研究》，中華人民共和國國家級歷史學刊物，创刊於1954年[4]。

## 研究書目
- 汪榮祖：《史傳通說——中西史學之比較》（北京：中華書局，1989年）
- 何兆武、陳啟能 編：《當代西方史學理論》（北京：中國社會科學出版社，1996年）

## 外部連結
- 王晴佳：〈歷史學與史學史 （页面存档备份，存于）〉
- 張隆溪：〈歷史與虛構：文學理論的啟示和局限〉 （页面存档备份，存于）（2005）
- 鄭樑生：《史學方法》

## 延伸阅读
[在维基数据编辑]
 《欽定古今圖書集成·理學彙編·經籍典·史學部》，出自陈梦雷《古今圖書集成》